# Vitices

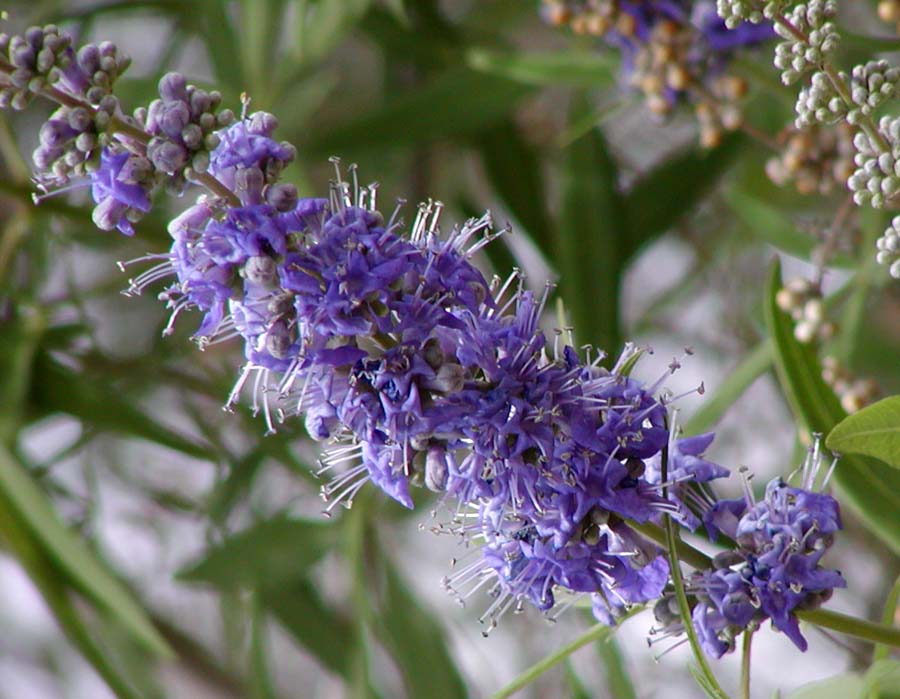
Vitex

Vitices, na classificação taxonômica de Jussieu (1789), é uma ordem botânica da classe Dicotyledones, Monoclinae (flores hermafroditas ), Monopetalae ( uma pétala), com  corola hipogínica (quando a corola se insere abaixo do nível do ovário).
Apresenta os seguintes gêneros:
- Clerodendrum, Volkameria, Aegiphila, Vitex, Callicarpa, Manabea, Premna, Petitia, Cornutia, Gmelina, Theca, Avicennia, Petraea, Citharexilum, Duranta, Verbena, Eranthemum, Selago, Hebenstretia, e outros.